# Pösche-Berg
Der Pösche-Berg ist ein Berg auf der Hauptinsel Spitzbergen der zu Norwegen gehörenden Inselgruppe Spitzbergen (Svalbard). Der Berg erreicht eine Höhe von etwa 600 Metern und befindet sich zentral im Inselinneren. Für den Berg sind auch die Bezeichnungen Poschefjellet, Posche Berg, Mount Posche und Pöschefjellet gebräuchlich.
Benannt wurde der Berg nach dem deutschen Autoren und Geographen Theodor Pösche.